# Francis Omaswa
Francis Gervase Omaswa (ur. 1943 w Soroti) – ugandyjski naukowiec, polityk, specjalista w zakresie zdrowia publicznego, kanclerz (odpowiednik rektora) Uniwersytetu Busitema.
Jest absolwentem Makerere Medical School, członkiem Królewskiego Kolegium Chirurgów w Edynburgu i członkiem stowarzyszonym w Johns Hopkins Bloomberg School of Public Health.
Jest działaczem think tanku – Afrykańskiego Centrum Globalnego Zdrowia i Przebudowy Społecznej (CHEST), inicjatywy stworzonej w Ugandzie i promowanej przez sieć afrykańskich i międzynarodowych liderów w dziedzinie zdrowia i rozwoju. Inicjatywa służyć ma poprawie zdrowia społeczeństw Afryki.
Do maja 2008 był specjalnym doradcą Dyrektora Generalnego Światowej Organizacji Zdrowia (WHO). Współtworzył pierwsze, globalne forum na temat zasobów ludzkich na rzecz zdrowia, które przyjęło "Deklarację na rzecz Działań Globalnych". W latach 1999–2005 był dyrektorem generalnym do spraw Usług Zdrowotnych w Ministerstwie Zdrowia Ugandy. Był wówczas odpowiedzialny za koordynację i wdrażanie istotnych reform w sektorze opieki zdrowotnej państwa, m.in. decentralizacji służby zdrowia.
Kariera naukowa obejmuje pracę w Katedrze Chirurgii Kardiologicznej na Uniwersytecie Nairobi i w Szpitalu Narodowym Kenyatta w Kenii oraz założenie Ugandyjskiego Instytutu Kardiologicznego. Był profesorem chirurgii na Uniwersytecie Makerere w Kampali. Prowadził również wykłady w University of Liverpool (Wielka Brytania). Jest prezesem i współzałożycielem Kolegium Chirurgów Wschodniej, Centralnej i Południowej Afryki (Arusza, Tanzania).
Opublikował prace z dziedziny chirurgii, chorób zakaźnych, reform systemu opieki zdrowotnej i zarządzania usługami zdrowotnymi, w tym zasobami ludzkimi na rzecz zdrowia. Jest głównym autorem Podręcznika na rzecz zapewnienia jakości opieki zdrowotnej. Jego obecne zainteresowania naukowe to zarządzanie systemami zdrowotnymi, potencjał afrykańskich szkół medycznych, migracje, utrzymanie i dystrybucja pracowników służby zdrowia.
Na szczeblu międzynarodowym jest przewodniczącym Globalnego Sojuszu na Rzecz Szczepów i Szczepień (GAVI, Gavi, the Vaccine Alliance), starszym doradcą inicjatywy ministerialnej na rzecz globalnego zdrowia Rady Polityki Migracji Pracowników Pracujących na rzecz Zdrowia oraz doradcą w Studium Szkół Medycznych Afryki Subsaharyjskiej. Był również przewodniczącym Izby Global Partnership Stop TB. Na szczeblu afrykańskim służył w komisjach i panelach eksperckich: był wiodącym konsultantem w opracowywaniu polityki w zakresie HIV w Afryce, członkiem panelu ekspertów, który opracował wytyczne dotyczące monitorowania wdrażania Deklaracji Unii Afrykańskiej w Abudży na temat HIV, członkiem grupy zadaniowej Afro WHO do spraw ubóstwa i zdrowia. Był doradcą rządu ugandyjskiego do spraw polityki zdrowotnej i strategii jej rozwoju.